# Qualea paraensis
Qualea paraensis är en tvåhjärtbladig växtart som beskrevs av Adolpho Ducke. Qualea paraensis ingår i släktet Qualea och familjen Vochysiaceae. Inga underarter finns listade i Catalogue of Life.